# SeaFrance Renoir
Die SeaFrance Renoir war eine Fähre der französischen Reederei SeaFrance, die 1981 als Côte D'Azur in Dienst gestellt wurde. Das seit 1986 zwischen Calais und Dover eingesetzte Schiff blieb bis 2009 in Fahrt und wurde nach zwei Jahren Liegezeit 2011 im indischen Alang abgewrackt.

## Geschichte
Die Côte D'Azur entstand unter der Baunummer 256 bei Ateliers et Chantiers du Havre in Le Havre und wurde am 22. Dezember 1980 vom Stapel gelassen. Nach der Übernahme durch die Société nationale des chemins de fer français am 26. September 1981 nahm das Schiff nach seiner Jungfernfahrt am 29. September den Fährbetrieb zwischen Boulogne-sur-Mer und Dover auf.
Am 5. August 1982 kollidierte die Côte D'Azur im Hafen von Calais mit der ebenfalls zur Société nationale des chemins de fer français gehörenden Chantilly, wodurch beide Fähren leicht beschädigt wurde. Im Januar 1986 wechselte das Schiff auf die Strecke von Calais nach Dover, nachdem es dort bereits seit 1985 vereinzelt im Einsatz war.
Im Januar 1990 ging die Côte D'Azur an die Societé Propietaire des Navaires und wurde fortan vom Miteigentümer Stena Line bereedert. Im Januar 1996 wechselte das Schiff schließlich unter dem Namen SeaFrance Renoir in die Flotte von SeaFrance. 1999 verkaufte die Stena Line ihre Anteile am Schiff an die Societé Propietaire des Navaires, die somit nun alleiniger Besitzer der Fähre wurde.
Von November 2001 bis Februar 2002 lag die SeaFrance Renoir ungenutzt in Dunkerque. Den Rest ihrer Dienstzeit verbrachte sie auf der Strecke von Calais nach Dover, ehe sie am 30. September 2009 ausgemustert und erneut in Dunkerque aufgelegt wurde. Nach fast zwei Jahren Liegezeit und der Insolvenz des Betreibers SeaFrance ging das Schiff im Juli 2011 unter dem Überführungsnamen Eastern Light zum Abbruch ins indische Alang, wo es am 30. Oktober 2011 eintraf.